# Therapieschere

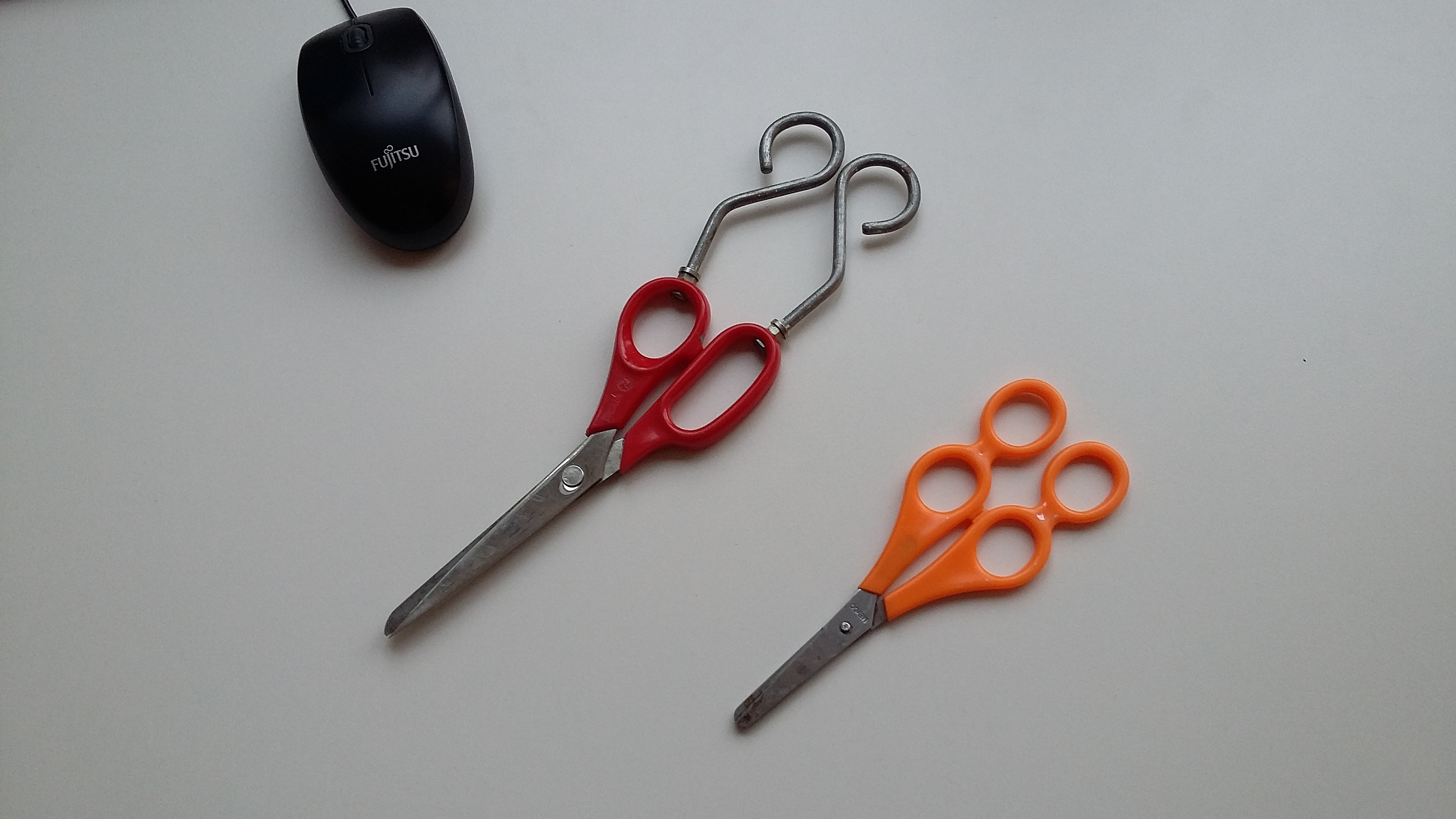
Therapiescheren mit zusätzlichen Grifflöchern kommen u. a. in der Ergo bzw. Kunsttherapie, sowie bei Schneidanfängern zum Einsatz

Therapieschere, auch Doppel- oder Helferschere genannt, bezeichnet eine Schere mit doppelter Griffbelochung. Die beiden zusätzlichen Grifflöcher erlauben es Therapeuten oder unterstützenden Personen (einschl. Eltern), Patienten oder Kinder bei der Anwendung der Schere zu unterstützen.

## Anwendungsgebiete
Diese speziell geformte Spezialschere kommt in Einrichtungen der Behindertenhilfe sowie bei der Ergotherapie (u. a. zur Rehabilitation) zum Einsatz, um Menschen beim Schneiden, Ausschneiden und Basteln zu unterstützen. Es gibt verschiedene Ausführungen doppelt belochter Scheren, die u. a. nach Händigkeit und Größe der Anwender unterscheiden.
Die beiden zusätzlichen Grifflöcher sind weiter außen angebracht und ermöglichen es, die Schneidbewegung durch eine zweite Person durch Führen und Mitschneiden zu unterstützen.
In der Rehabilitation werden die Hilfsscheren unter anderem zur Wiedererlangung der Handkoordination und zur Verbesserung der Fein- und Sensomotorik (beispielsweise nach Schlaganfällen) verwendet.
Spezielle Ausführungen für Schneidanfänger, werden auch als „Lernschere“ bezeichnet und kommen gelegentlich in Kindergärten zum Einsatz.